# Salzstadtkeiler Lüneburg
Die Salzstadtkeiler Lüneburg, von 1997 bis 2016 als Salt City Boars Lüneburg aktiv, sind ein Inline-Skaterhockeyverein aus der Hansestadt Lüneburg und spielen in der drittklassigen Regionalliga Nord der ISHD (Inline-Skaterhockey Deutschland) des DRIV (Deutscher Rollsport und Inline-Verband).
Gegründet wurde das Team im Jahr 1997 als eine Abteilung im VfL Lüneburg e. V., dem zweitgrößten Lüneburger Breitensportverein.
Der Name Salzstadtkeiler leitet sich ab aus der geschichtlichen Überlieferung der Entdeckung des Salzes in Lüneburg, das durch eine Bache entdeckt worden sein soll (siehe Lüneburger Stadtgeschichte).
In der Saison 2017 spielen über 50 Sportler in den zwei Herrenmannschaften und zwei Nachwuchsmannschaften.

## Geschichte

### Dolphins, Devils und Wikingsmile: Die 1990er-Jahre
Mitte bis Ende der 1990er-Jahre spielten mehrere Teams in und um Lüneburg Inline-Skaterhockey bzw. Inline-Streethockey. Namentlich handelte es sich dabei um die Mannschaften der Dolphins und Devils (beide zugehörig zum VfL Lüneburg) sowie die Wiking Smile Gellersen (zugehörig zum TSV Gellersen). Die ersten Jahre wurde hobbymäßig an verschiedenen öffentlichen Flächen oder der Tiefgarage eines Elektronik-Fachhandels in Lüneburg gespielt. Um ihre Kräfte zu bündeln, fusionierten die Dolphins und Devils 1997 und bildeten die Salzstadtkeiler Lüneburg, damals unter Salt City Boars Lüneburg.

### Aufnahme des Spielbetriebs im Verband des DIV: 1998 bis 2003
Um die Jahrtausendwende herum wurden die Vereine im Norden besser organisiert und starteten in der neu gegründeten Inline Street Hockey-Liga des DIV (Deutscher Inline-Skate Verband e. V.) im Norden erstmals im Spielbetrieb. Um den Aufwand zu reduzieren, waren die Spieltage innerhalb dieser sich von Kiel bis Kassel ausdehnenden Liga, überwiegend in Turnierform organisiert. Weitere Highlights in dieser Zeit waren die Teilnahmen an offenen Turnieren, bei welchen eine Vielzahl an Turniersiegen erzielt werden konnten.
Mit der Zeit wurde die Ausrichtung des Sports immer professioneller, so stiegen auch Ambitionen, Niveau des Spielbetriebs und auch die Erfolge. Höhepunkt war 2003 die deutsche Vizemeisterschaft, nachdem man in einem spannenden Finale gegen den ewigen Rivalen Bissendorfer Panther unterlag.

### Fusion mit den Wiking Smile Gellersen, Wechsel zum Spielbetrieb des ISHD: seit 2004
2004 wechselte man in den Spielbetrieb des ISHD, gleichzeitig fusionierte man mit den Wiking Smile Gellersen. Damit blieben die Salzstadtkeiler der letzte Inline-Skaterhockeyverein in Lüneburg.

#### Etablierung in den Bundesligen (2004–2014)
Starten mussten die Salzstadtkeiler 2004 in der drittklassigen Regionalliga Nord-Ost, in welcher sie gleich mit 14 Siegen aus 14 Spielen unangefochten Meister wurden. Damit war der direkte Aufstieg in die 2. Bundesliga Nord sicher. Und auch in der Premiere-Saison 2005 in der 2. Bundesliga Nord übertroffen die Keiler alle Erwartungen: mit nur zwei Punkten Verlust wurde man Vizemeister und schaffte damit den Aufstieg in die 1. Bundesliga Nord.
Während man in der Saison 2006 den Klassenerhalt durch einen Sieg in den Play-downs gegen die Langenfeld Devils schaffte, stieg man 2007 als Tabellenletzter in die 2. Bundesliga Nord ab. Dort angekommen konnte man jedoch 2008 mit der Vizemeisterschaft in der 2. Bundesliga Nord den Wiederaufstieg in die 1. Bundesliga Nord klarmachen. 2009 und 2010 markierten die letzten erstklassigen Jahre der Salzstadtkeiler: Beide Saisons schloss man als Tabellenvorletzter ab, 2010 konnte man den Klassenerhalt nicht schaffen und stieg erneut in die 2. Bundesliga Nord ab.
2011 schloss man die 2. Bundesliga Nord als drittplatzierter ab, 2012 und 2013 wurde man Vizemeister.
Das letzte Bundesligajahr der Keiler wurde 2014: Nachdem man die Saison souverän als drittplatzierter abschließen konnte, entschied man sich für den freiwilligen Abstieg in die drittklassige Regionalliga Nord.

#### Regionalliga Nord (seit 2015)
In den beiden Saisons seit dem freiwilligen Abstieg konnten die Keiler weiter sportlich überzeugen. 2015 musste man sich mit Punktunterschied hinter dem Meister der Bremerhaven Whales geschlagen geben, 2016 war es weitaus knapper: ein spannendes Finale zum Saisonabschluss ging mit 8:2 an die Bremerhavener, welche den direkten Vergleich gegen die Lüneburger mit einem Tor gewannen und somit auf Platz 1 vorbeizogen und die zweite Meisterschaft in Folge klarmachen konnten. Das „Finalspiel“ 2016 wurde von sprade.tv live übertragen und zwischenzeitlich von über 1.500 Menschen verfolgt.
Die Saison 2017 bildete das 20-jährige Jubiläum der Salzstadtkeiler. Auf Grund dessen wurde ein umfassendes Rebranding erschaffen, in welchem die Keiler mit neuem Logo, Trikots, Design und Website ausgestattet wurden.
Auch in der Saison 2017 gehen die Keiler wieder in der Regionalliga Nord auf Punktejagd.